# Перство Шотландії
Перство Шотландії (шотл. гел. Moraireachd na h-Alba, шотл. Peerage o Scotland) включає всі перства, створені в Шотландському королівстві до Акту Унії 1707 року. У цьому році перства Англії та Шотландії були замінені одним перством Великої Британії. 

## Герцоги в перстві Шотландії
| Титул                     | Створення                  | Інші герцогські титули                                                                                |
| ------------------------- | -------------------------- | --- |
| Герцог Ротсей             | з 1398 року                | З 1603 року виключно принц Уельський як спадкоємець трону герцог Корнуельський в перстві Англії       |
| Герцог Гамільтон          | з 1643 року                | Герцог Брендон в перстві Великої Британії                                                             |
| Герцог Баклю та Квінсбері | з 1663 року та з 1684 року | Граф Донкастер в перстве Англії                                                                       |
| Герцог Леннокс            | з 1675 року                | Герцог Річмонд в перстві Англії герцог Гордон в перстві Об’єднаного королівства                       |
| Герцог Аргайл             | з 1701 року                | лорд Сандрідж та Гамільтон у перстві Великої Британії герцог Аргайл в перстві Об’єднаного королівства |
| Герцог Атолл              | з 1703 року                | |
| Герцог Монтроз            | з 1707 року                | граф Грем в перстві Великої Британії                                                                  |
| Герцог Роксбург           | з 1707 року                | граф Іннс в перстві Об’єднаного королівства                                                           |

## Маркізи в перстві Шотландії
| Титул            | Створення   | Інші титули                                     |
| ---------------- | ----------- | ----------------------------------------------- |
| Маркіз Гантлі    | з 1599 року | лорд Мелдрам в перстві Об’єднаного королівства  |
| Маркіз Квінсбері | з 1682 року |                                                 |
| Маркіз Твіддейл  | з 1694 року | лорд Твіддейл в перстве Об’єднаного королівства |
| Маркіз Лотіан    | з 1701 року | лорд Кер в перстві Об’єднаного королівства      |

## Графи в перстві Шотландії
| Титул                      | Створення                  | Інші графські титули                                                                              |
| -------------------------- | -------------------------- | ------------------------------------------------------------------------------------------------- |
| Графиня Сазерленд          | з 1230 року                |                                                                                                   |
| Граф Кроуфорд та Балкаррес | з 1398 року та з 1651 року | лорд Віган в перстві Об’єднаного королівства барон Балніел в по життєвому перстві                 |
| Графиня Мар                | з 1114 року                |                                                                                                   |
| Граф Еррол                 | з 1452 року                |                                                                                                   |
| Граф Роутс                 | з 1457 року                |                                                                                                   |
| Граф Мортон                | з 1458 року                |                                                                                                   |
| Граф Бьюкен                | з 1469 року                | лорд Ерскін в перстві Об’єднаного королівства                                                     |
| Граф Еґлінтон              | з 1507 року                | Граф Вінтон в перстві Об’єднаного королівства                                                     |
| Граф Кассіліс              | з 1509 року                | маркиз Ейлса в перстві Об’єднаного королівства                                                    |
| Граф Кейтнесс              | з 1455 року                |                                                                                                   |
| Граф Мар та Келлі          | з 1565 року та з 1619 року | барон Ерскін Аллоа Тауэр у по життєвому перстві                                                   |
| Граф Мореї                 | з 1562 року                | барон Стюарт в перстві Великої Британії                                                           |
| Граф Г’юм                  | з 1605 року                | лорд Дуглас в перстві Об’єднаного королівства                                                     |
| Граф Перт                  | з 1605 року                |                                                                                                   |
| Граф Аберкорн              | з 1606 року                | герцог Аберкорн в перстві Ірландії маркіз Аберкорн в перстві Великої Британії                     |
| Граф Стратмор та Кінггорн  | з 1606 року                | граф Стратмор та Кінггорн в перстві Об’єднаного королівства                                       |
| Граф Гаддінгтон            | з 1619 року                |                                                                                                   |
| Граф Нітсдейл              | з 1620 року                |                                                                                                   |
| Граф Галловей              | з 1623 року                |                                                                                                   |
| Граф Лодердейл             | з 1624 року                |                                                                                                   |
| Граф Ліндсей               | з 1633 року                |                                                                                                   |
| Граф Лаудон                | з 1633 року                |                                                                                                   |
| Граф Кинньюл               | з 1633 року                | лорд Гей в перстві Великої Британії                                                               |
| Граф Дамфріс та Б’ют       | з 1633 року та з 1703 року | маркіз Б’ют в перстві Великої Британії                                                            |
| Граф Елгін та Кінкардін    | з 1633 року та з 1647 року | лорд Елгін в перстві Об’єднаного королівства                                                      |
| Граф Саутеск               | з 1633 року                | герцог Файф в перстві Об’єднаного королівства                                                     |
| Граф Вімс та Марч          | з 1633 року та з 1697 року | лорд Вімс в перстві Об’єднаного королівства                                                       |
| Граф Далгаузі              | с 1633 года                | Lord Рамсей в пэрстве Соединённого королевства                                                    |
| Граф Ерлі                  | з 1639 року                |                                                                                                   |
| Граф Левен та Мелвілл      | з 1641 року та з 1690 року |                                                                                                   |
| Граф Дайсарт               | з 1643 року                |                                                                                                   |
| Граф Селкірк               | з 1646 року                | барон Селкірк Дуглас у по життєвому перстві                                                       |
| Граф Нортеск               | з 1647 року                |                                                                                                   |
| Граф Данді                 | з 1660 року                |                                                                                                   |
| Граф Ньюберг               | з 1660 року                |                                                                                                   |
| Граф Аннандейл та Гартфелл | з 1662 року                |                                                                                                   |
| Граф Дандональд            | з 1669 року                |                                                                                                   |
| Граф Кінтор                | з 1677 року                | віконт Стоунгейвен в перстві Об’єднаного королівства                                              |
| Граф Абердин               | з 1682 року                | віконт Гордон в перстві Великої Британії маркіз Абердин і Темер в перстві Об’єднаного королівства |
| Граф Данмор                | з 1686 року                |                                                                                                   |
| Граф Оркні                 | з 1696 року                |                                                                                                   |
| Граф Сіфілд                | з 1701 року                |                                                                                                   |
| Граф Стер                  | з 1703 року                | лорд Оксенфурд у перстві Об’єднаного королівства                                                  |
| Граф Розбері               | з 1703 року                | граф Мідлотіан у перстві Об’єднаного королівства                                                  |
| Граф Глазго                | з 1703 року                | лорд Ферлі в перстві Об’єднаного королівства                                                      |
| Граф Гоуптоун              | з 1703 року                | маркіз Лінлітгоу в перстві Об’єднаного королівства                                                |

## Віконти в перстві Шотландії
| Титул           | Створення   | Інші віконтські титули                   |
| --------------- | ----------- | ---------------------------------------- |
| Віконт Фолкленд | з 1620 року |                                          |
| Віконт Стормонт | з 1621 року | граф Менсфілд у перстві Великої Британії |
| Віконт Арбатнот | з 1641 року |                                          |
| Віконт Оксф’юрд | з 1651 року |                                          |

## Барони в перстві Шотландії
| Титул                     | Створення   | Інші баронські титули |
| ------------------------- | ----------- | --- |
| Лорд Форбс                | з 1442 року | |
| Лорд Грей                 | з 1445 року | |
| Леді Салтон               | з 1445 року | |
| Лорд Сінклер              | з 1449 року | |
| Лорд Бортвік              | з 1452 року | |
| Лорд Кеткарт              | з 1452 року | граф Кеткарт в перстві Об'єднаного королівства                                                                            |
| Лорд Лават                | с 1464 року | лорд Лават у перстві Об'єднаного королівства                                                                              |
| Лорд Семпілл              | з 1488 року | |
| Леді Гарріс Терреглс      | з 1490 року | |
| Лорд Елфінстоун           | з 1510 року | лорд Елфінстоун у перстві Об’єднаного королівства                                                                         |
| Лорд Тофікен              | з 1564 року | |
| Леді Кінлосс              | з 1602 року | |
| Лорд Колвілл Калрос       | з 1604 року | Віконт Колвілл Калрос в перстві Об'єднаного королівства                                                                   |
| Лорд Бальфур Берлі        | з 1607 року | |
| Лорд Дінгуолл             | з 1609 року | лорд Лукас у перстві Англії                                                                                               |
| Лорд Нейпір               | з 1627 року | лорд Еттрік у перстві Об'єднаного королівства                                                                             |
| Лорд Ферфакс Камерон      | з 1627 року | |
| Лорд Рей                  | з 1628 року | |
| Лорд Форрестер            | з 1633 року | лорд Верулам у перстві Великої Британії віконт Грімстон в перстві Ірландії граф Верулам в перстві Об'єднаного королівства |
| Лорд Елібанк              | з 1643 року | |
| Лорд Белгейвен та Стентон | з 1647 року | |
| Лорд Ролло                | з 1651 року | лорд Даннінг у перстві Об’єднаного королівства                                                                            |
| Лорд Рутвен Фріланд       | з 1651 року | Граф Карлайл у перстві Англії                                                                                             |
| Лорд Нерн                 | з 1681 року | Віконт Мерсі в перстві Об’єднаного королівства                                                                            |
| Лорд Полуарт              | з 1690 року | |